# ويليام إروين (سياسي)
ويليام إروين (بالإنجليزية: William Irwin)‏ هو سياسي أمريكي، ولد في 1827 في مقاطعة بتلر في الولايات المتحدة، وتوفي في 15 مارس 1886 في سان فرانسيسكو في الولايات المتحدة. نشط حزبياً في الحزب الديمقراطي.

## مناصب
- انتخب نائب حاكم كاليفورنيا [الإنجليزية]‏ (27 فبراير 1875 – 9 ديسمبر 1875).
- انتخب عضو مجلس ولاية كاليفورنيا.
- انتخب عضو جمعية ولاية كاليفورنيا.
- انتخب حاكم كاليفورنيا (9 ديسمبر 1875 – 8 يناير 1880).